# Papaver uintaense
Papaver uintaense är en vallmoväxtart som beskrevs av Stanley Larson Welsh. Papaver uintaense ingår i släktet vallmor, och familjen vallmoväxter. Inga underarter finns listade i Catalogue of Life.